# Lyriothemis salva
Lyriothemis salva – gatunek ważki z rodziny ważkowatych (Libellulidae).